# Ildefons z Toledo
Ildefons z Toledo, Ildephonsus (ur. 607, zm. 23 stycznia 667) – hiszpański teolog i Ojciec Kościoła, mnich, arcybiskup Toledo, święty Kościoła katolickiego.

## Hagiografia
Ildefons pochodził z możnej i wpływowej wizygockiej rodziny. Był prawdopodobnie uczniem Izydora z Sewilli. Wstąpił do opactwa benedyktynów w Agli koło Toledo (klasztor świętych Kosmy i Damiana), którego później został opatem. Brał udział na synodach w Toledo w 653 (VIII synod) i 655 roku (IX). W 657 roku został arcybiskupem Toledo, zastępując swego wuja Eugeniusza II. Większość jego prac zaginęła. Wśród tych, które się zachowały, najbardziej znana jest historia Kościoła w Hiszpanii. Do jego dzieł zalicza się kilka traktatów teologicznych, kilka listów, homilie, hymny i inne utwory liturgiczne, m.in. szczególne nabożeństwo do Matki Bożej wyrażone w Liber de illibata virginitate B. M. V., czy Książce o nieskażonym dziewictwie Maryi (niem. Buch der unbeeinträchtigten Jungfräulichkeit der Gesegneten Jungfrau Maria).

## Kult

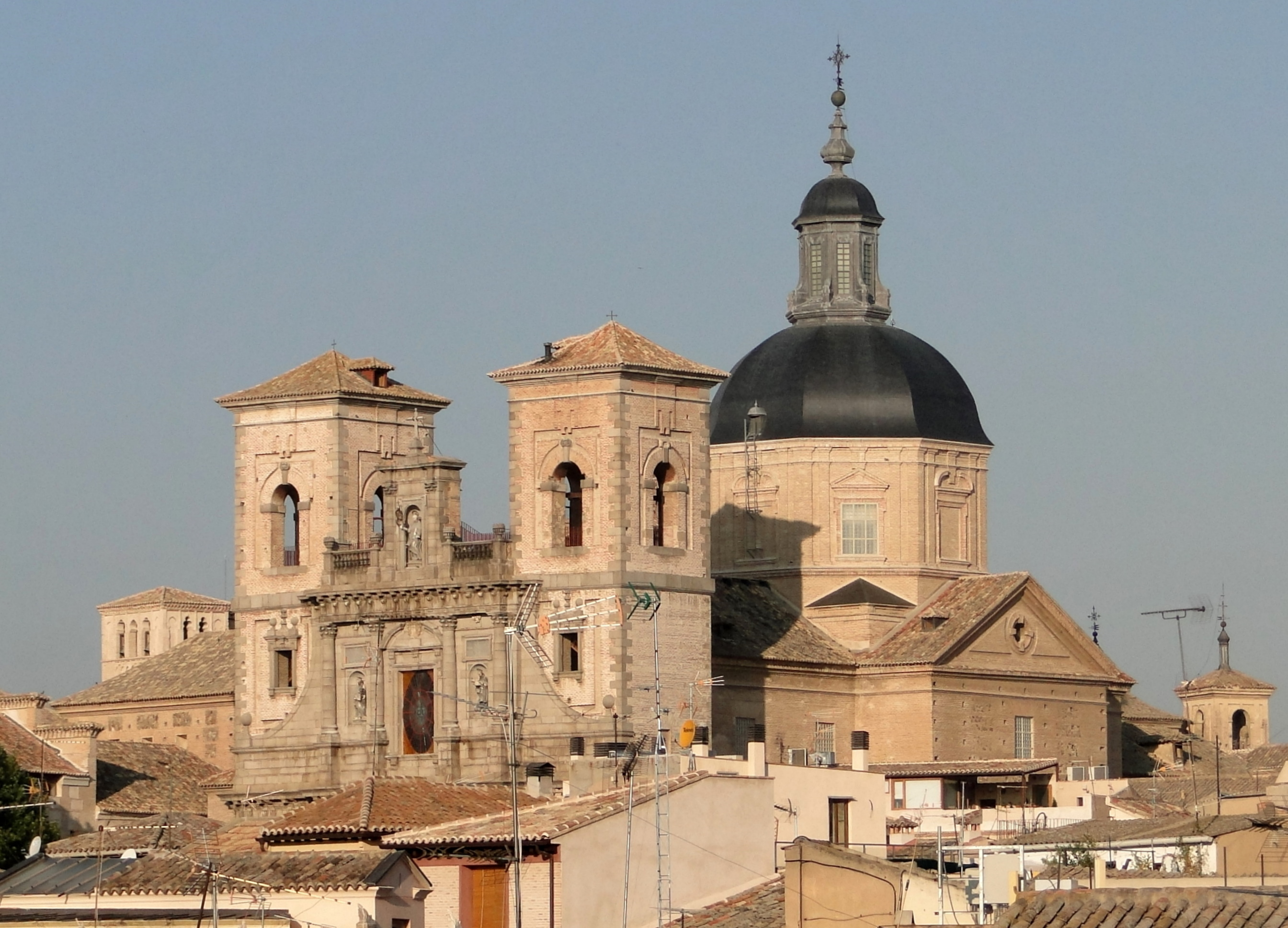
Kościół św. Ildefonsa w Toledo

Kult Ildefonsa, w hagiografii jedynego świętego o tym imieniu, był szczególnie silny w hiszpańskim mieście Zamora, gdzie sprowadzono w VIII wieku jego relikwie.
Jego wspomnienie liturgiczne w Kościele katolickim obchodzone jest 23 stycznia. 